# 조완규
조완규(趙完圭, 1928년 2월 11일 ~ )는 대한민국의 생물학자이다. 서울대학교 생물학과 교수를 지냈으며 제18대 서울대학교 총장, 제32대 교육부 장관이다. 본관은 임천이며, 본적지는 대전 출신이다.

## 학력
- 대전고등학교 졸업
- 1948.09 ~ 1952.03 서울대학교 문리과대학 생물학과 (이학사)
- 1952.04 ~ 1956.03 서울대학교 대학원 생물학과 (이학석사)
- 1969.02 서울대학교 대학원(이학박사)

## 주요 경력
- 1957년 ~ 1961년 : 서울대학교 문리과대학 전임강사
- 1961년 ~ 1965년 : 서울대학교 문리과대학 조교수
- 1965년 ~ 1968년 : 서울대학교 문리과대학 부교수
- 1968년 ~ 1975년 : 서울대학교 문리과대학 교수
- 1975년 ~ 1980년 : 서울대학교 자연과학대학 교수
- 1980년 ~ 1992년 : 서울대학교 자연과학대학 생물학과 교수
- 1975년 ~ 1979년 : 서울대학교 자연과학대학장
- 1979년 ~ 1980년 : 서울대학교 부총장
- 1979년 ~ 1984년 : 한국과학기술단체총연합회 부회장
- 1979년 ~ 1987년 : 문교부 실험대학평가위원회 위원장
- 1980년 ~ 1988년 : 숙명학원재단 이사
- 1982년 ~ 1992년 : 한국유전공학학술협의회 회장
- 1984년 ~ 1987년 : 한국과학기술단체총연합회 회장
- 1987년 ~ 1991년 : 서울대학교 총장(제18대)
- 1988년 ~ 1990년 : 한국대학교육협의회 회장
- 1990년 ~ 1992년 : 한국생물과학협회 회장
- 1991년 :  한국바이오산업협회 회장
- 1992년 ~ 1993년 : 제32대 교육부 장관
- 1992년 ~ 현재 : 서울대학교 명예교수
- 1993년 ~ 1995년 : 생명공학정책자문위원회 위원장
- 1993년 ~ 1995년 : 방송문화진흥회 이사장
- 1993년 ~ 1996년 : 광주과학기술원 이사장
- 1996년 ~ 2000년 : 광주과학기술원 이사
- 1998년 ~ 2005년 : 국제백신연구소 한국후원회 초대 이사장
- 2001년 ~ 2003년 : 국무총리실 정책평가위원회 위원장
- 2002년 : 한국대학교육협의회 상임자문회의 위원장
- 2005년 : 국제백신연구소 한국후원회 상임고문
- 2008년 : 코리아 바이오경제포럼 명예회장
- 한미우호협회 이사장
- 한미우호협회 수석고문
- 한국과학교육단체총연합회 고문
- 2016년 ~ : 대한민국학술원 자연 제2분과 회원
- 서울대학교 총동창회 고문

## 생애
황해도 재령군 출생이다. 대전고등학교와 서울대학교 문리과대학 생물학과를 졸업했고 1956년 동 대학원에서 이학 석사학위를, 1969년에는 동 대학원에서 생물학 박사학위를 받았다. 1957년 ~ 1961년에는 서울대학교 문리과대학 전임강사, 1961년 ~ 1975년 서울대학교 문리과대학에서 조교수와 부교수, 1968년 ~ 1975년에는 서울대학교 문리과대학 교수, 1975년 ~ 1992년 서울대학교 자연과학대학 생물학과 교수를 역임했고 1975년 ~ 1979년 자연과학대학장, 1979년 ~ 1980년 서울대학교 부총장, 1987년 8월 ~ 1991년 8월에는 제18대 서울대학교 총장을 역임했다. 

## 업적

### 생물학과 교육행정을 발전시킨 생물학자
1952년 서울대학교 생물학과 졸업 후 대학원으로 진학해 열악한 실험실 환경에서 항생제의 생쥐 백혈구 운동에 미치는 영향을 관찰하고 그 결과를 종합해 석사학위를 취득했다. 그러나 열악한 연구실 여건으로 실험연구를 수행하기 어려워 맨손으로 가능한 인류유전학적 연구를 택해 그 중 출생성비 연구에 주력했다. 1957년 서울대학교 생물학과 교수로 임용된 후 본격적으로 발생생물학 분야, 특별히 포유동물의 난자 성숙과정을 연구했다. 난소에서 축출된 생쥐난자가 배양액에서 감수분열이 진행되며 성숙하지만 배양액 내에 cAMP가 존재하는 동안 난자 성숙이 가역적으로 억제된다는 것을 발견했다. 이 연구는 발생생물학 분야에서 매우 중요한 발견이 되었다. 또한 포유동물 난자, 수정란 그리고 배아를 휴대 이동할 수 있는 미세관배양법(Micro-tube Culture Method)을 개발해 새로운 난자연구 방법을 제시했다. 
국가과학기술자문회의 위원장과 한국 생물과학협회장, 한국바이오산업협회장 등을 역임했으며, 1980년대 초 유전공학이 한국에 소개될 때 유전공학학술협의회를 창립해 회장으로 선임되었고 ‘유전공학육성법’ 제정을 통해 유전공학 분야 인력양성, 특별연구비 지원, 국제협력 등을 추진했다. 1991년 유전공학 지식의 산업화를 위해 60개의 기업체와 100명의 학자가 참여한 생물(바이오)산업협회를 창립했고 2008년까지 회장으로서 대한민국 바이오산업 발전에 기여했다. 
1984년 과학기술관련 학회 및 단체로 구성된 한국과학기술단체총연합회의 회장으로 선임된 후 회장 선임방법 개선, 체제 개혁, 산하 학회 지원 예산확보, 국내외 과학기술계 협력, 인력양성, 해외 과학기술인 유치 등 과학기술계 단체의 중심축 역할을 충실히 수행했다. 1994년에는 과학기술 분야 중진 및 원로가 회원인 한국과학기술한림원 초대 원장으로 선임되어 다양한 학술활동과 선진국 한림원과의 협력 등을 통해 한림원의 국제적 위상 제고에 힘썼다.
후진국 어린이 질병퇴치를 위한 국제백신연구소(IVI) 유치위원장으로 연구소를 한국에 유치하는데 기여했다. 연구소 국제이사, 연구사무총장, 특별고문 등으로 활동하며, 질병예방용 백신개발을 지원했다. 1998년 연구소 한국후원회를 조직해 이사장을 지냈고, 현재는 상임고문으로 봉사중이다.

### 36여 년간의 교수 봉직기간동안 30명의 석사와 18명의 박사를 배출. 총 113편의 논문을 발표한 교육자
1974년 서울대학교가 관악 캠퍼스로 이동하면서 새로 발족한 자연과학대학 초대 학장으로 임명되었고, 학장으로서 AID 차관사업 주관, 교수 공채제도 확립, 연구비 중앙관리제 도입, 자연과학종합연구소 개설 등 기초과학연구중심대학으로서의 위상을 정립했다. 조완규 교수의 제자들은 그의 호인 ‘설랑(雪浪) 문하생’으로 불린다. 1979년 서울대학교 부총장에 이어, 1987년에는 총장으로 취임해 학칙 중 정치활동금지, 학사징계 조항을 삭제하고 교수에게 징계권으로 부여하도록 개정하고 그동안 징계받은 학생 1천여 명을 복학시키는 등 대학의 자율성 확보와 학내 안정화에 힘썼다. 
1992년 1월 ~ 1993년 2월에는 제32대 교육부 장관을 역임했고, 1992년부터 현재까지 서울대학교 명예교수로 재직 중에 있다. 
그 외에 방송문화진흥회 이사장, 광주과학기술원 이사장, 국무총리실 정책평가위원회 위원장, 국제백신연구소 한국후원회 상임고문 등 다수의 대외 경력을 갖고 있다.

## 수상 경력
- 1987년 : 국민훈장 모란장
- 1993년 : 정조근정훈장
- 2003년 : 과학기술훈장 창조장
- 2006년 : 제20회 인촌상(교육부문)

## 참고자료
- 대한민국 과학기술유공자 홈페이지
- 조완규 우리나라 과학기술 발전에 헌신해온 생물학자

| 전임 박봉식 | 제18대 서울대학교 총장 1987년 8월 14일 ~ 1991년 8월 13일 | 후임 김종운 |

| 전임 윤형섭 | 제32대 교육부 장관 1992년 1월 23일 ~ 1993년 2월 25일 | 후임 오병문 |